# St. Mary’s Cathedral (Edinburgh)

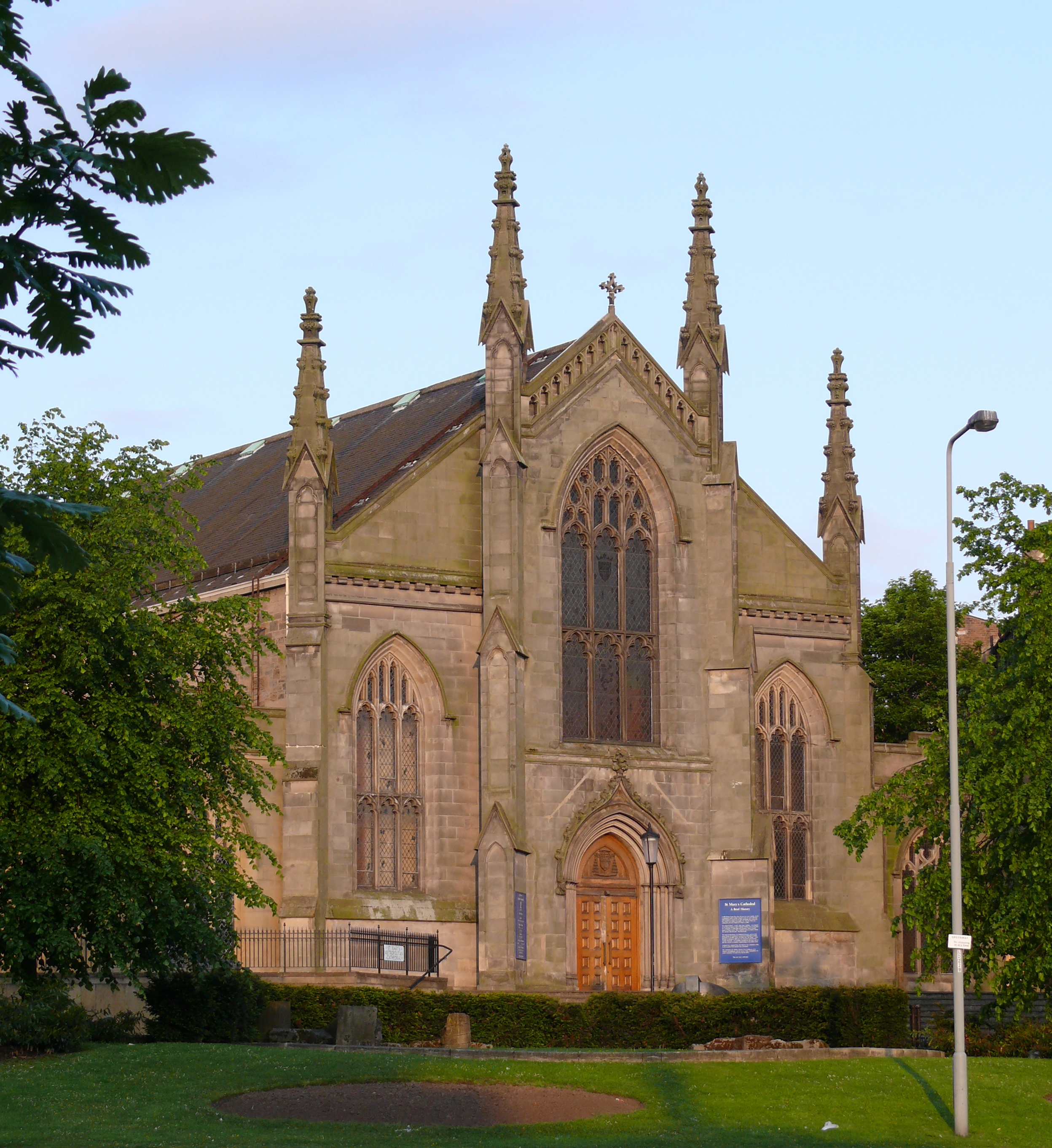
St. Mary’s Metropolitan Cathedral Edinburgh

St. Mary’s Cathedral (auch St. Mary’s Roman Catholic Cathedral genannt) ist die römisch-katholische Kathedrale von Edinburgh, Schottland. Sie liegt im East End von Edinburgh am Picardy Place und ist der Sitz des Erzbischofs und des Erzbistums von Saint Andrews und Edinburgh.

## Geschichte
Edinburgh war schon im frühen Mittelalter, etwa seit dem 8. Jahrhundert, Bischofssitz. Mit der Reformation in Schottland verwaiste der Bischofsstuhl ab dem Jahr 1571 für mehrere Jahrhunderte.  Bis 1778 war auch der Bau katholischer Kirchen verboten.

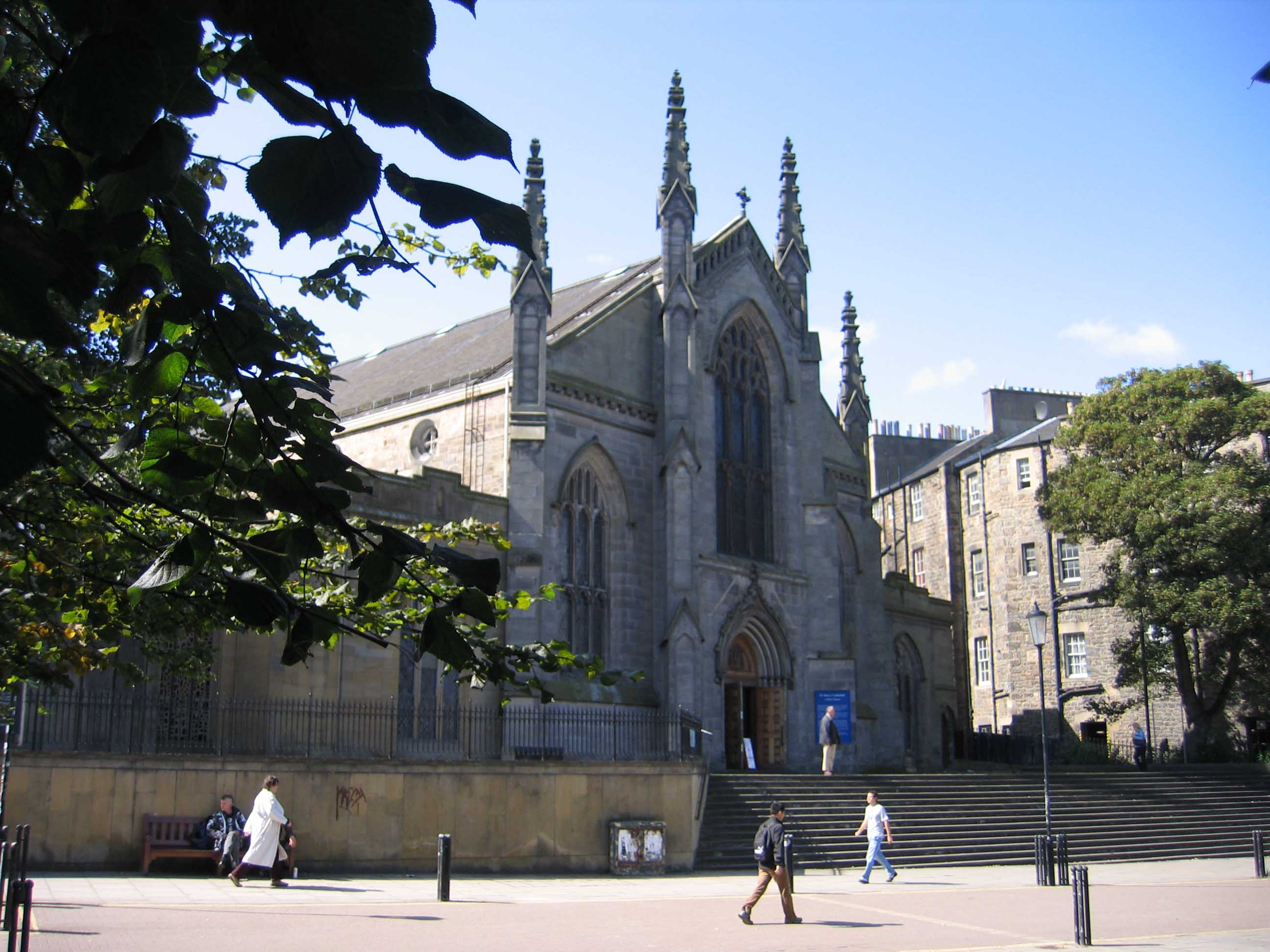
St. Mary’s Cathedral

Als im Zug der Industriellen Revolution die Zahl der Katholiken in Schottland jedoch langsam anstieg, beschloss die Katholische Kirche in Schottland unter Bischof Hay 1801, in Edinburghs New Town eine große neue Kirche zu bauen. Die frühere Kathedrale in St Andrews war schon lange eine Ruine, der Bischofssitz wurde schließlich in die Hauptstadt verlegt, das neu zu errichtende Erzbistum erhielt aber den Namen Saint Andrews und Edinburgh.
Als Architekt wurde James Gillespie Graham engagiert, der auch die römisch-katholische St Andrew’s Cathedral in Glasgow entworfen hat. Im August 1814 wurde der Bau nach den Plänen Grahams im Scottish Gothic Style, der schottischen Variante der Neugotik, fertiggestellt. In den Jahrzehnten danach folgten noch einige kleinere Erweiterungen: 1841 ließ Bischof Gillis den Altarbereich erweitern, 1866 erfolgte der Anbau einer Seitenkapelle durch Bischof Strain. Im Jahr 1878 wurde die Kirche zum Bischofssitz und damit zur Kathedrale erhoben. 1896 erfolgte eine nochmalige Erweiterung des Altarraums und 1932 die Anhebung der Decke auf ihre heutige Höhe. 1982 besuchte Papst Johannes Paul II. die Kathedrale bei seinem Besuch ins Vereinigte Königreich.

## Orgel
Die Orgel wurde 2007 von dem Orgelbauer Matthew Copley (Kingston-upon-Thames) erbaut. Das Instrument hat 3324 Orgelpfeifen in 63 Registern auf drei Manualen und Pedal und lässt sich von zwei Spieltischen aus anspielen. Die Trakturen sind elektrisch.
| I Great Organ    |        |
| Double Diapason  | 16′    |
| Bourdon          | 16′    |
| Diapason         | 8′     |
| Viola            | 8′     |
| Flûte Creuse     | 8′     |
| Stopped Diapason | 8′     |
| Double Quint     | 5 1⁄3′ |
| Octave           | 4′     |
| Flûte D’Amour    | 4′     |
| Double Tierce    | 3 1⁄5′ |
| Quint            | 2 ⁄3′  |
| Fifteenth        | 2′     |
| Plein-Jeu V      |        |
| Double Trumpet   | 16′    |
| Trumpet          | 8′     |
| Tremulant        |        |

| II Swell Organ |     |
| Contre Gambe   | 16′ |
| Diapason       | 8′  |
| Viole de Gambe | 8′  |
| Voix Céleste   | 8′  |
| Bourdon        | 8′  |
| Principal      | 4′  |
| Flûte Couverte | 4′  |
| Octavin        | 2′  |
| Fourniture V   |     |
| Basson         | 16′ |
| Trompette      | 8′  |
| Hautbois       | 8′  |
| Tremulant      |     |

| III Solo Organ       |        |
| Flûte Harmonique     | 8′     |
| Cor de Nuit          | 8′     |
| Unda Maris           | 8′     |
| Viole Octaviante     | 4′     |
| Flûte Ouverte        | 4′     |
| Nazard               | 2 ⁄3′  |
| Flageolet            | 2′     |
| Tierce               | 1 3⁄5′ |
| Septième             | 1 ⁄7′  |
| Rossignol            | 1′     |
| Clarinette           | 8′     |
| Voix Humaine         | 8′     |
| Trompette Harmonique | 8′     |
| Carillon             |        |
| Tremulant            |        |

| Pedal Organ     |         |
| Contra Violone  | 32′     |
| Resultant Bass  | 32′     |
| Open Bass       | 16′     |
| Violone         | 16′     |
| Sub Bass        | 16′     |
| Bourdon         | 16′     |
| Quint           | 10 2⁄3′ |
| Octave          | 8′      |
| Violoncello     | 8′      |
| Bass Flute      | 8′      |
| Nachthorn       | 4′      |
| Harmonics IV    |         |
| Contre Bombarde | 32′     |
| Bombarde        | 16′     |
| Double Trumpet  | 16′     |
| Bombarde        | 8′      |
| Chalumeau       | 4′      |
| Chalumeau       |         |
| Tremulant       |         |

| Choir Organ   |    |
| Diapason      | 8′ |
| Stopped Flute | 8′ |
| Principal     | 4′ |
| Cornopean     | 8′ |

| Choir Pedal   |     |
| Pedal Bourdon | 16′ |